# Processo degli ostaggi
Il processo degli ostaggi (o, ufficialmente, The United States of America v. Wilhelm List, et al.) si tenne dall'8 luglio 1947 al 19 febbraio 1948 e fu il settimo dei dodici processi per crimini di guerra che le autorità degli Stati Uniti tennero nella loro zona di occupazione in Germania a Norimberga dopo la fine della seconda guerra mondiale. Questi dodici processi si sono svolti tutti davanti ai tribunali militari statunitensi, non davanti al Tribunale Militare Internazionale, ma nelle stesse stanze del Palazzo di Giustizia. I dodici processi statunitensi sono noti collettivamente come "Successivi processi di Norimberga" o, più formalmente, come i "Processi ai criminali di guerra davanti ai tribunali militari di Norimberga" (NMT).
Questo caso è noto anche come "caso sud-est" perché tutti gli imputati erano stati un tempo generali tedeschi a capo delle truppe nell'Europa sudorientale durante la campagna dei Balcani, cioè in Grecia, Albania e Jugoslavia, e furono accusati di essere i responsabili nell'aver preso in ostaggio i civili, della fucilazione sfrenata di questi ostaggi e dei "partigiani" che le truppe tedesche commisero negli anni dal 1941 in poi. L'imputato Lothar Rendulic è stato inoltre accusato di distruzione totale, di aver fatto "terra bruciata", di tutte le città, insediamenti e infrastrutture civili nella contea norvegese di Finnmark nell'inverno del 1944.

## La corte
I giudici in questo caso, ascoltati davanti al Tribunale Militare V, erano Charles F. Wennerstrum (giudice presidente) dell'Iowa, George J. Burke del Michigan e Edward F. Carter del Nebraska. Il capo dell'avvocato dell'accusa era Telford Taylor, il procuratore capo per questo caso era Theodore Fenstermacher. L'atto d'accusa fu depositato il 10 maggio 1947; il processo durò dall'8 luglio 1947 al 19 febbraio 1948. Dei 12 imputati incriminati, Franz Böhme si suicidò prima dell'accusa, e Maximilian von Weichsè stato interrotto dal processo per motivi medici. Dei restanti dieci imputati, due furono assolti; gli altri hanno ricevuto pene detentive che vanno da sette anni all'ergastolo.
I giudici provenivano tutti dal Midwest americano e rappresentavano una prospettiva notevolmente diversa sui procedimenti del processo di Norimberga dai giudici della costa orientale che avevano presieduto la serie precedente di processi. In particolare, i giudici erano molto più solidali con le argomentazioni dei difensori e inclini a trattare il caso dell'accusa con notevole sospetto. A seguito della sentenza, Charles Wennerstrum ha rilasciato un'intervista in cui ha accusato l'accusa di non "mantenere l'obiettività lontana dalla vendetta, [e] dalle ambizioni personali per le condanne" e ha respinto l'intero esercizio di Norimberga come "giustizia dei vincitori". Propose che molti degli emigranti ebrei tedeschi impiegati nell'ufficio dell'accusa fossero di sospetta lealtà verso gli Stati Uniti; "L'intera atmosfera qui è malsana... Avvocati, impiegati, sono impiegati interpreti e ricercatori divenuti americani solo negli ultimi anni; le cui origini erano radicate negli odi e nei pregiudizi dell'Europa".

## Le accuse
L'imputato ha affrontato quattro accuse per aver commesso crimini di guerra e crimini contro l'umanità:
1. Omicidio di massa di centinaia di migliaia di civili in Grecia, Albania e Jugoslavia per aver ordinato la cattura di ostaggi e uccisioni per rappresaglia.
2. Saccheggio e distruzione sfrenata di villaggi e città in Norvegia, Grecia, Albania, Jugoslavia.
3. Assassinio e maltrattamento di prigionieri di guerra, designazione arbitraria dei combattenti come "partigiani", negando loro lo status di prigionieri di guerra, nonché la loro uccisione.
4. Omicidio, tortura, deportazione e invio nei campi di concentramento di civili greci, albanesi e jugoslavi.

Tutti gli imputati sono stati incriminati su tutti i fronti e tutti si sono dichiarati "non colpevoli".
Il tribunale ha dovuto affrontare due questioni urgenti:
1. I partigiani potevano essere "legittimi belligeranti" e quindi aventi diritto allo status di prigionieri di guerra, quello status dipendeva dal fatto che indossassero uniformi o insegne militari distintive?
2. Prendere (e potenzialmente uccidere) ostaggi e le altre rappresaglie contro i civili potrebbe essere lecito come "difesa" contro gli attacchi della guerriglia?

Sulla questione dei partigiani, il tribunale ha concluso che in base alle leggi di guerra in vigore (Convenzione dell'Aia n. IV del 1907), i partigiani dell'Europa sudorientale non potevano essere considerati legittimi belligeranti ai sensi dell'articolo 1 della convenzione anche se la maggior parte indossava insegne militari distintive (una stella rossa cucita su un berretto dell'uniforme) e molti servivano in alta uniforme; la maggior parte combatteva come guerrigliero e come tale non poteva coerentemente conformarsi a tutte le condizioni di belligeranza previste dal Regolamento dell'Aia per le forze regolari, e di conseguenza poteva essere giustiziato senza processo. Le forze irregolari impegnate nella guerriglia, anche se lo facevano in uniforme, non potevano essere combattenti legali. Su List, il tribunale ha dichiarato:
Per quanto riguarda la presa di ostaggi, il tribunale è giunto alla conclusione che, in determinate circostanze, la cattura di ostaggi e persino le uccisioni per rappresaglia potevano costituire una linea d'azione legale contro gli attacchi della guerriglia. Secondo il tribunale, prendere ostaggi e ucciderli in rappresaglia per attacchi di guerriglia, potrebbe essere legittimamente soggetto a diverse condizioni. Il tribunale osservò anche che sia il British Manual of Military Law che il US Basic Field Manual (Rules of Land Warfare) consentivano di subire rappresaglie contro una popolazione civile: il manuale britannico non menzionava l'uccisione, ma il manuale americano includeva l'uccisione come possibile rappresaglia. Ciononostante, il tribunale ha comunque ritenuto la maggior parte degli imputati colpevoli del primo capo dell'atto d'accusa perché riteneva gli atti commessi dalle truppe tedesche eccedenti le norme in base alle quali il tribunale considerava lecite la cattura di ostaggi e le uccisioni per rappresaglia; in particolare si sarebbe dovuto stabilire un chiaro collegamento tra gli ostaggi presi e le forze della guerriglia attraverso una qualche forma di processo giudiziario.
Nello specifico, il tribunale ha rifiutato di prendere in considerazione i principi di Norimberga stabiliti in precedenza nella Carta del Tribunale militare internazionale, dove era stato affermato all'articolo 6 che l'uccisione di ostaggi era un crimine di guerra. «Crimini di guerra: vale a dire, violazioni delle leggi o dei costumi di guerra. Tali violazioni includeranno, ma non saranno limitate a, omicidio, maltrattamento o deportazione ai lavori forzati o per qualsiasi altro scopo della popolazione civile di o in territorio occupato, assassinio o maltrattamento di prigionieri di guerra o di persone in mare, uccisione di ostaggi, saccheggio di proprietà pubbliche o private, distruzione arbitraria di città, paesi o villaggi, o devastazione non giustificata da necessità militari».
Una linea di difesa comune degli accusati era il Motivo degli Ordini Superiori: affermavano che stavano solo eseguendo ordini dall'alto, in particolare da Hitler e dal feldmaresciallo Keitel. Il tribunale ha riconosciuto questa difesa solo per alcuni degli imputati di grado inferiore, ma ha concluso che in particolare gli ufficiali di grado più elevato, List e Kuntze, avrebbero dovuto essere ben consapevoli del fatto che questi ordini violavano il diritto internazionale e quindi avrebbero dovuto opporsi all'esecuzione di tali ordini, tanto più che si trovavano in una posizione che gli avrebbe consentito di farlo.

## Chiarimento sull'occupazione militare
Il Tribunale ha esaminato la questione se lo Stato Indipendente di Croazia fosse un'entità sovrana in grado di agire indipendentemente dall'esercito tedesco (la Germania ha riconosciuto il governo croato il 15 aprile 1941). Concluse che non lo era e che l'occupazione militare non dipendeva dallo spiegamento fisico delle truppe, poiché potevano essere ridistribuite nel territorio a piacimento, ma dal controllo esercitato dalla potenza occupante. Ne consegue che, poiché l'area rimaneva sotto il controllo della potenza occupante, "La logica e la ragione impongono che l'occupante non possa legittimamente fare indirettamente ciò che non potrebbe fare direttamente".

## Imputati
| Immagine | Nome                    | Funzione al momento del reato | Accuse | Accuse | Accuse | Accuse | Sentenza                                                                                           |
| Immagine | Nome                    | Funzione al momento del reato | 1      | 2      | 3      | 4      | Sentenza                                                                                           |
| -------- | ----------------------- | --- | ------ | ------ | ------ | ------ | -------------------------------------------------------------------------------------------------- |
|          | Wilhelm List            | Feldmaresciallo, comandante in capo sud-est 1941-1942, capo della 12ª armata tedesca nel 1941                                                                                             | C      | X      | C      | X      | Carcere a vita; rilasciato nel dicembre 1952 per motivi di salute. Morto nel 1971                  |
|          | Walter Kuntze           | General der Poniere, successore di List come Comandante in Capo Sud-Est e capo della 12ª Armata dal 29 ottobre 1941                                                                       | C      | X      | C      | C      | Carcere a vita. Rilasciato nel 1953. Morto nel 1960                                                |
|          | Wilhelm Speidel         | Generalmajor, comandante militare in Grecia 1942-44 | C      | X      | X      | X      | 20 anni di reclusione; rilasciato nel 1951. Morto nel 1970                                         |
|          | Lothar Rendulic         | Generaloberst, Comandante della 2ª Armata Panzer in Jugoslavia 1943-44; dal 1944, comandante della 20ª armata da montagna e di tutte le truppe tedesche di stanza in Finlandia e Norvegia | C      | X      | C      | C      | 20 anni di reclusione ridotti a 10 anni. Rilasciato nel 1951. Morto nel 1971                       |
|          | Hellmuth Felmy          | Generale der Flieger; comandante nel sud della Grecia | C      | C      | X      | X      | 15 anni di reclusione; ridotto a 10 anni, fu rilasciato subito, il 15 gennaio 1951. Morto nel 1965 |
|          | Hubert Lanz             | Generale del XXII Corpo da Montagna (1943-1945) | C      | X      | C      | X      | 12 anni di reclusione; rilasciato nel 1951. Morto nel 1982.                                        |
|          | Ernst von Leyser        | General der Infanterie, comandante di corpo sotto Rendulic e Böhme | X      | X      | C      | C      | 10 anni di reclusione; rilasciato nel 1951. Morto nel 1962                                         |
|          | Ernst Dehner            | Generalmajor, comandante di corpo sotto Rendulic | C      | X      | X      | X      | 7 anni di reclusione; rilasciato nel 1951. Morto nel 1970                                          |
|          | Hermann Foertsch        | Generalmajor, Capo di Stato Maggiore della 12ª Armata | X      | X      | X      | X      | Assolto. Morto nel 1961                                                                            |
|          | Kurt Ritter von Geitner | Generalmajor, capo di stato maggiore dei comandanti militari in Serbia e Grecia | X      | X      | X      | X      | Assolto. Morto nel 1968                                                                            |
|          | Maximilian von Weichs   | Feldmaresciallo, comandante della 2ª armata tedesca durante la campagna dei Balcani con il grado di Generaloberst                                                                         | C      | C      | C      | C      | Ritirato dal processo per malattia. Morto nel 1954                                                 |
|          | Franz Böhme             | Generale del XVIII Corpo da Montagna (1940–43), successore di Rendulic nel 1944 | X      | X      | X      | X      | Si è suicidato il 30 maggio 1947, prima dell'accusa.                                               |

X: Incriminato - C: Incriminato e dichiarato colpevole